# Tolmezzo
Tolmezzo (friuli nyelven Tumieç) település Olaszországban, Friuli-Venezia Giulia régióban, Udine megyében. Lakosainak száma 9833 fő (2023. január 1.). Tolmezzo Arta Terme, Cavazzo Carnico, Moggio Udinese, Verzegnis, Zuglio, Amaro, Lauco és Villa Santina községekkel határos.

## Népesség
A település népességének változása:
| Lakosok száma | 10 034 | 10 051 | 9833 |
|               | 2020   | 2021   | 2023 |